# Jean Dewasne

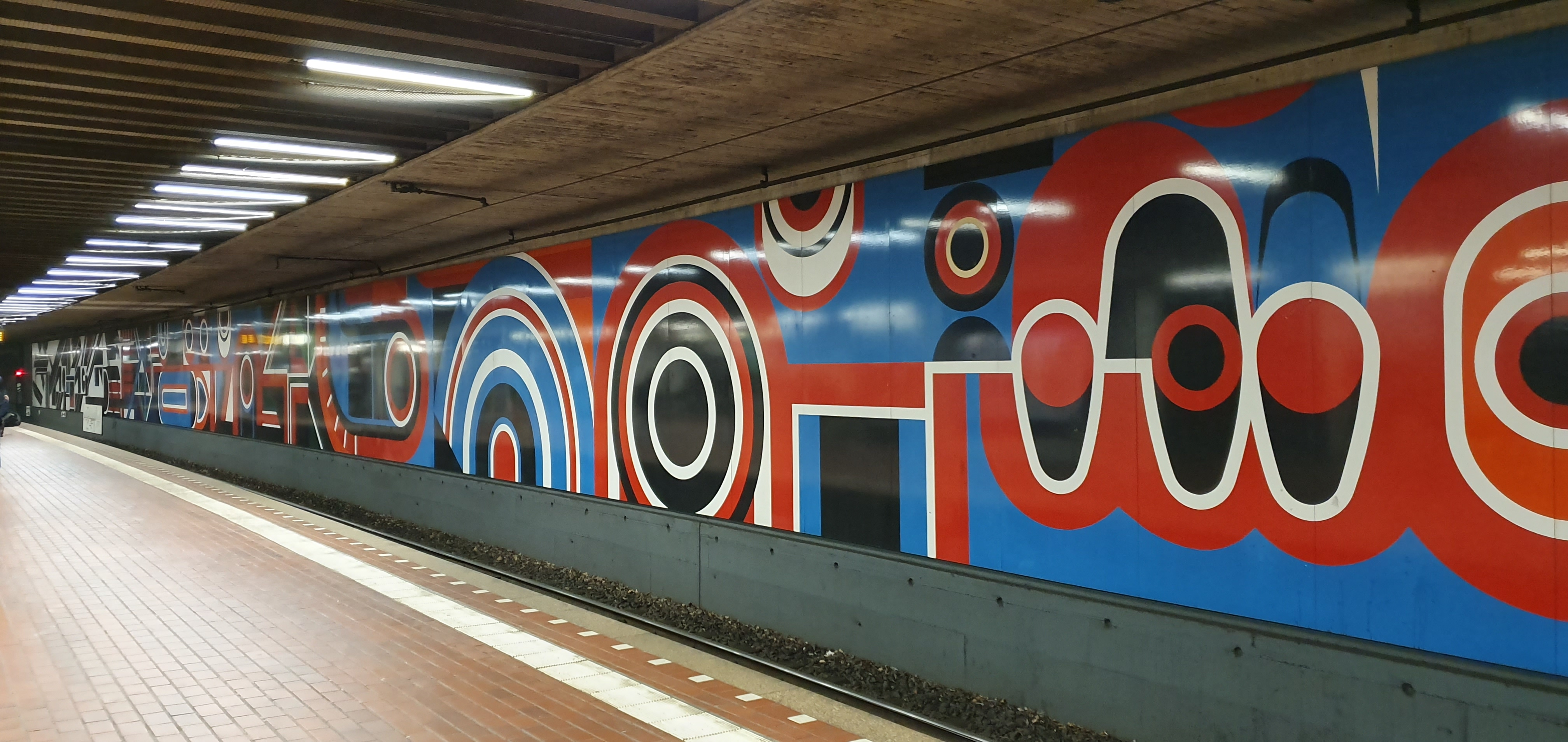
Mural en Metro de Hannover (Alemania). Wikicommons

Jean Dewasne (Hellemmes-Lille, 21 de marzo de 1921-París, 24 de julio de 1999) fue un pintor, litógrafo y escultor francés, considerado uno de los maestros de la abstracción constructiva.

## Biografía
Estudió violín desde los seis años. Se interesó en el arte a través de  un profesor de pintura de su escuela secundaria, y confirmó este interés durante una visita a la Exposición Internacional de París de 1937. Tras intensos estudios clásicos y musicales, se matriculó en la École des Beaux-Arts de París, donde asistió a talleres de arquitectura durante dos años antes de dedicarse a la pintura.
Su primera exposición tuvo lugar en 1941 en la Galerie l'Esquisse, y realizó su primera obra abstracta en 1943. Posteriormente hizo campaña a favor de la abstracción con Hartung, de Staël, Poliakoff, Arp, y otros.
En 1945 participó en el comité fundador del Salon des Réalités Nouvelles. Cuatro años después dimitió de esta agrupación por no coincidir con los postulados que en ese momento mantenían otros miembros al respecto de la defensa del arte abstracto. Ese mismo año, 1945,  recibió el Premio Kandinsky en su primera edición. Expuso su pintura abstracta por primera vez en la Galerie René Drouin en 1946. Se convirtió en artista destacado de la galería de Denise René (1945-1956) y viajó para difundir su arte y ampliar sus referencias de diversas culturas, como la peruana. Después de 1956 expuso en la galería del marchante francés Daniel Cordier . 
Fundó en París en 1950 con Edgard Pillet el Taller de Arte Abstracto, al que acudían a estudiar artistas estadounidenses, alentados por las becas ofrecidas por el Estado federal. En 1951, innovó utilizando tableros prensados para crear su obra La apoteosis de Marat y utilizando pintura industrial y lacas gliceroftálicas. También creó sus primeras Antiesculturas, con trozos de carrocerías de automóviles o motocicletas que pintaba con colores vivos.
Impartió numerosas conferencias en Francia y otros países donde participó en exposiciones internacionales. Su primera retrospectiva tuvo lugar en la Kunsthalle de Berna en 1966. El mismo año, integró la serigrafía en su forma de trabajar. Desde entonces destacó especialmente por sus logros monumentales y obras murales de gran tamaño. También fue miembro de Oupeinpo, taller de pintura.
En 1991 fue elegido miembro de la Academia de Bellas Artes (ABAF) siendo presidente de Hans Hartung.

## Obra

### Obras no monumentales
- 1948 : Alegría de vivir, primer mural.
- 1951 : La apoteosis de Marat, conservada en el Centro Georges Pompidou.

### Obras monumentales
- 1967 : Mural en el Stade de glace de Grenoble (60 m de largo y 3 m de altura), la Longue Marche (100 m de largo y 2 m de alto), Europe-Match (pintura de 18 m de longitud) y Grenoble 70 (1200 m2) en 1970.
- 1971 : Environnement Mythia (1971).
- 1972 : Habitacle Rouge (obra tridimensional de  10 × 5 × 4 m).
- 1973 :
  - Vestíbulo de entrada en la televisión danesa
  - Stella en Ciudad Bolivar (Venezuela)
- 1975 :
  - 4 obras murales de 10 m de largo para Renault.
  - 2 obras de 110 m de largo para el metro de Hannover (Alemania)
- 1977 : Mural de 580 m2 para el Lycée de Millau (Aveyron)
- 1979-1980 : Pintura tridimensional en una fábrica danesa (7 km de tubos y 20 elementos  de 30 m de altura)
- 1989 : Murales de l'Arche de la Défense.

### Publicaciones
- Tratado sobre una pintura plana y otros escritos (1949), textos recopilados y presentados por Gérard Denizeau, Éditions Minerve, 2007
- Fuerzas Plásticas, Biblioteca Oupeinpienne, Ediciones Au Crayon qui tue, París.
- “ Soy el punto de fuga. » La batalla de San Romano vista por uno de los conejos, Bibliothèque Oupeinpienne, Éditions Au Crayon qui tue, París.

### Exposiciones y retrospectivas
- Museo de Arte Moderno de París 2023
- Arte París 2023
- “ Deporte y cultura en los Juegos de 1968 : la obra de Jean Dewasne »,[5] exposición del 14 de julio al 20 de octubre de 2024 en el  Musée de l'Armée

### Obra conservada
- Bélgica
  - Museos Reales de Bellas Artes de Bélgica, Bruselas
- Dinamarca
  - Museo Luisiana de Arte Moderno, Copenhague
  - Museo Statens de Arte, Copenhague
- Estados Unidos
  - Museo de Arte Moderno, (MOMA) Nueva York [6]
- Francia
  - Museo Nacional de Arte Moderno, Centro Pompidou, París [7]
  - Museo de Arte Moderno de París ,
  - Museo de Arte Contemporáneo de Val-de-Marne, (MAC-VAL) Vitry-sur-Seine
  - Museo Matisse de Cateau-Cambrésis, Le Cateau-Cambrésis
- Hungría
  - Museo de Bellas Artes de Budapest
- Países Bajos
  - Museo Stedelijk de Ámsterdam